# Hôtel de Salm (Bar-le-Duc)

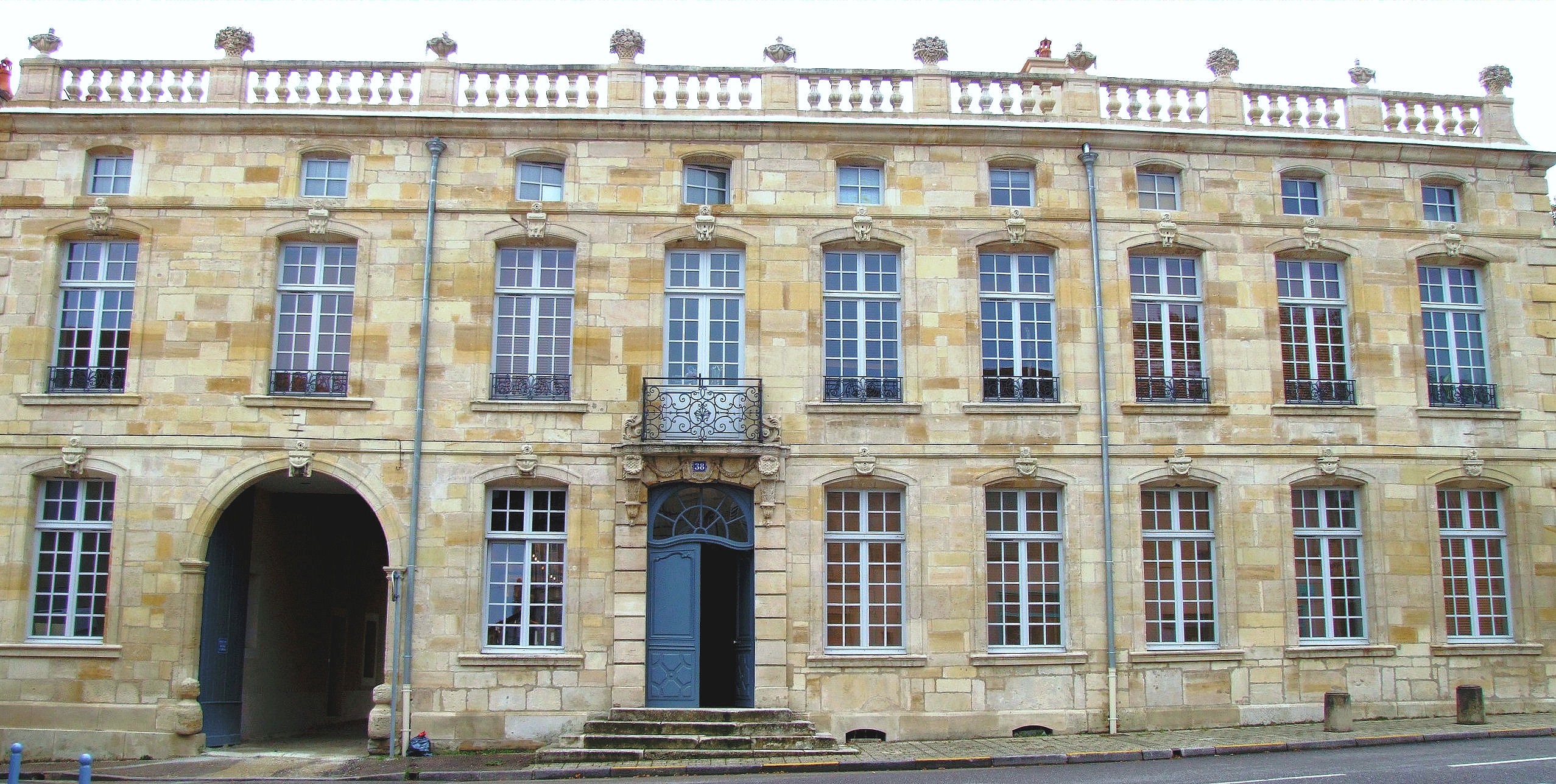
Hôtel de Salm in Bar-le-Duc

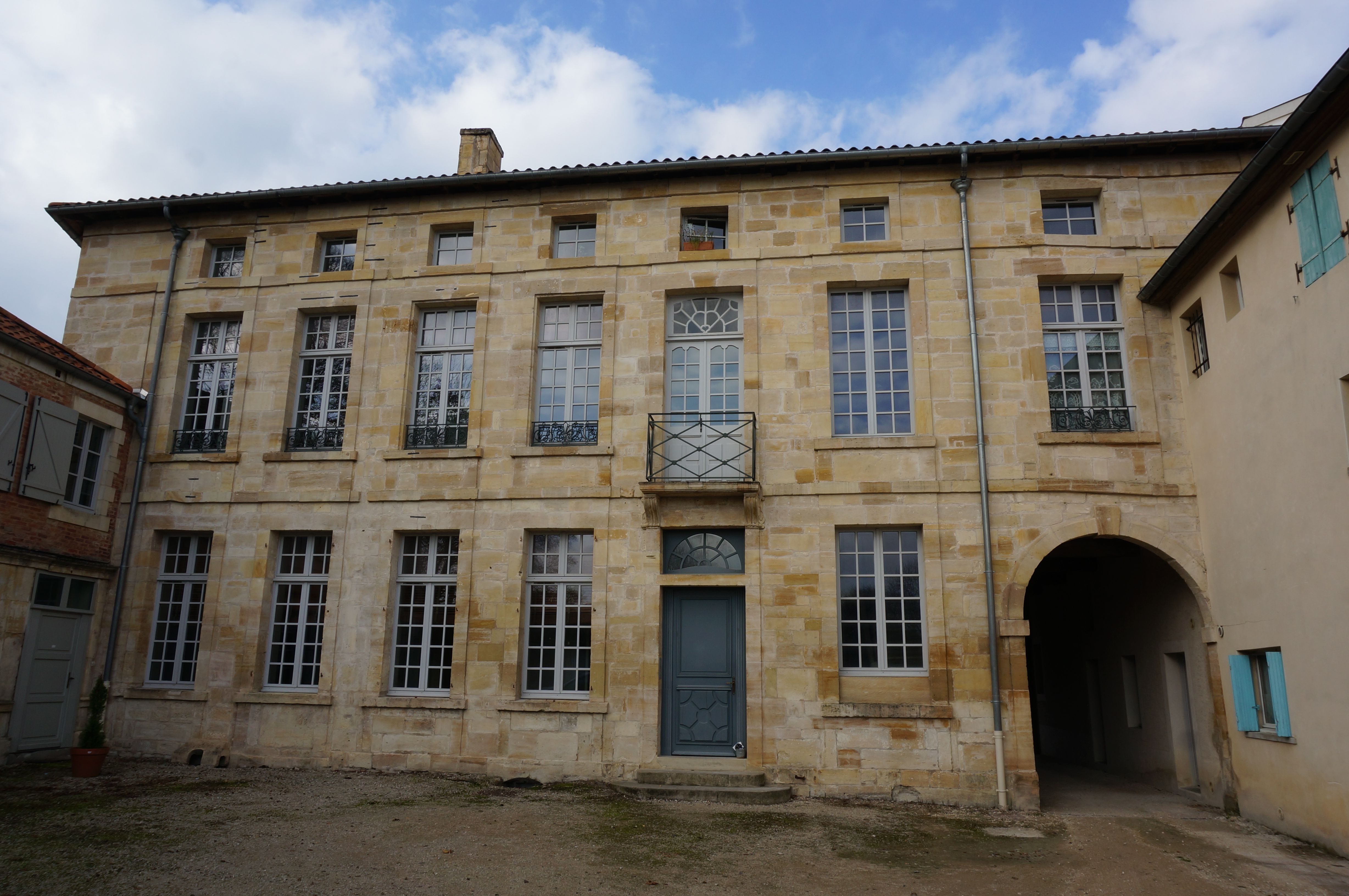
Hofansicht

Das Hôtel de Salm in Bar-le-Duc, einer französischen Stadt im Département Meuse in Lothringen, wurde 1716 auf den Grundmauern eines ehemaligen Herrenhauses der Familie Salm errichtet. Das Hôtel particulier an der Rue du Tribel Nr. 38 wurde 1988 als Monument historique in die Liste der Baudenkmäler in Frankreich aufgenommen.
Der zweigeschossige Stadtpalast im Stil des Klassizismus besitzt eine regelmäßige Gliederung. Seine Höhe und die Balustrade unterscheiden ihn von den anderen Hôtel particulier in Bar-le-Duc.